# Plassay
Plassay est une commune du sud-ouest de la France, située dans le département de la Charente-Maritime (région Nouvelle-Aquitaine).
Ses habitants sont appelés les Plassayens et les Plassayennes.

## Géographie
La commune de Plassay se situe dans le centre du département de la Charente-Maritime, en région Nouvelle-Aquitaine, dans l'ancienne province de Saintonge. Appartenant au midi de la France — on parle plus précisément de « midi atlantique », au cœur de l'arc atlantique, elle est partie intégrante du Grand Sud-Ouest français, et est parfois également incluse dans un Grand Ouest aux contours plus flous.

### Communes limitrophes
|                 | Geay    | Crazannes     |
| Saint-Porchaire | Plassay | Port-d'Envaux |
| Les Essards     | Écurat  |               |

### Transports et voies de communication

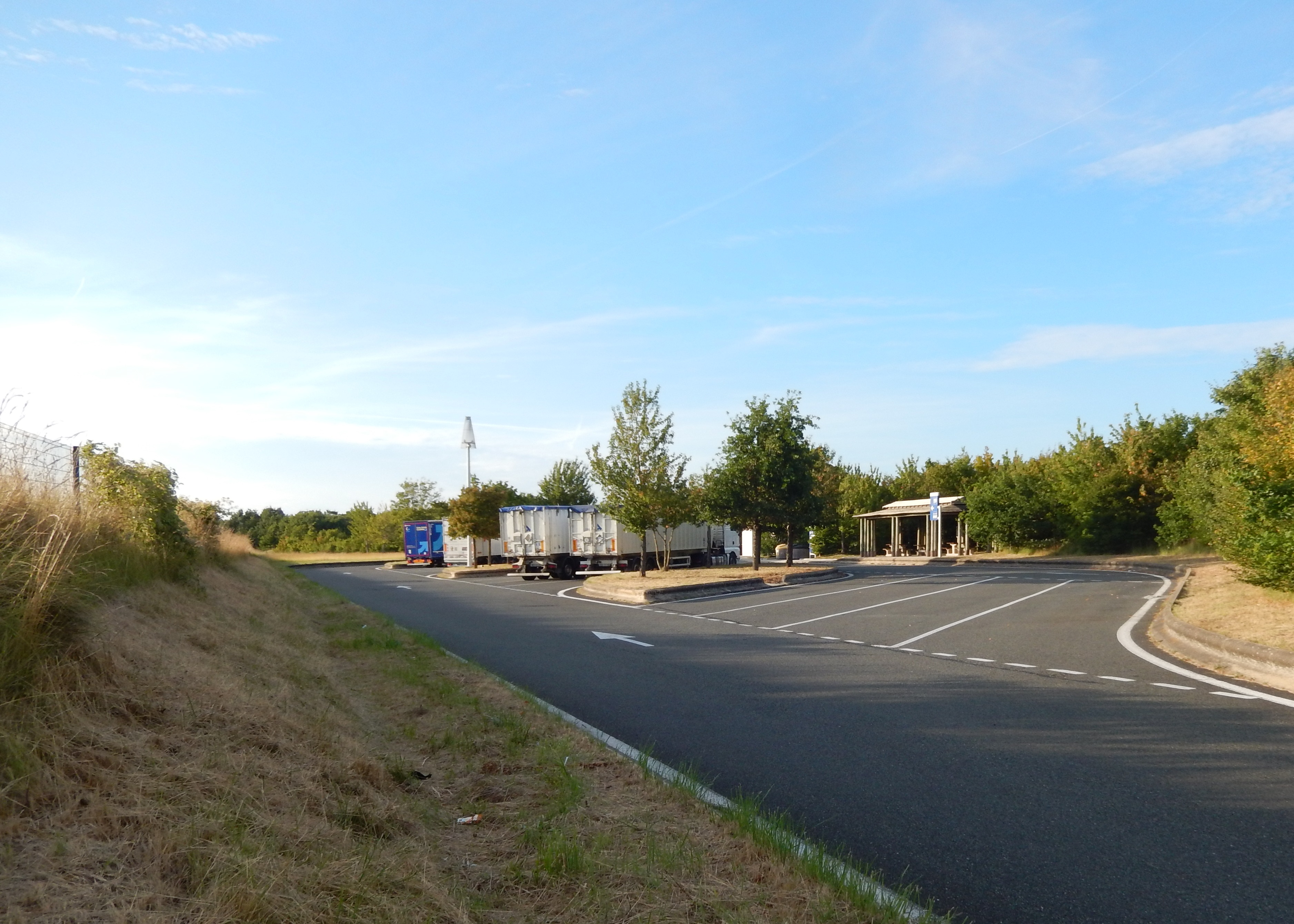
L'aire autoroutière de la Pierre de Crazannes.

L'autoroute A837  traverse le nord-est de la commune de Plassay, et l'aire autoroutière de la Pierre de Crazannes se situe sur le territoire communal. Le reste des routes traversant la commune appartient à la voirie départementale ou à la voirie communale.
Plassay dispose de plusieurs arrêts d'autobus appartenant au réseau départemental Les Mouettes.
Les haltes SNCF les plus proches sont à Taillebourg et Saint-Savinien, mais le point de vente SNCF le plus proche est la gare de Saintes.

## Urbanisme

### Typologie
Au 1er janvier 2024, Plassay est catégorisée commune rurale à habitat dispersé, selon la nouvelle grille communale de densité à 7 niveaux définie par l'Insee en 2022.
Elle est située hors unité urbaine. Par ailleurs la commune fait partie de l'aire d'attraction de Saintes, dont elle est une commune de la couronne,. Cette aire, qui regroupe 62 communes, est catégorisée dans les aires de 50 000 à moins de 200 000 habitants,.

### Occupation des sols
L'occupation des sols de la commune, telle qu'elle ressort de la base de données européenne d’occupation biophysique des sols Corine Land Cover (CLC), est marquée par l'importance des territoires agricoles (68,1 % en 2018), en diminution par rapport à 1990 (70,7 %). La répartition détaillée en 2018 est la suivante : 
terres arables (57,7 %), forêts (26,6 %), zones agricoles hétérogènes (10,4 %), mines, décharges et chantiers (3,4 %), zones urbanisées (1,9 %). L'évolution de l’occupation des sols de la commune et de ses infrastructures peut être observée sur les différentes représentations cartographiques du territoire : la carte de Cassini (XVIIIe siècle), la carte d'état-major (1820-1866) et les cartes ou photos aériennes de l'IGN pour la période actuelle (1950 à aujourd'hui).

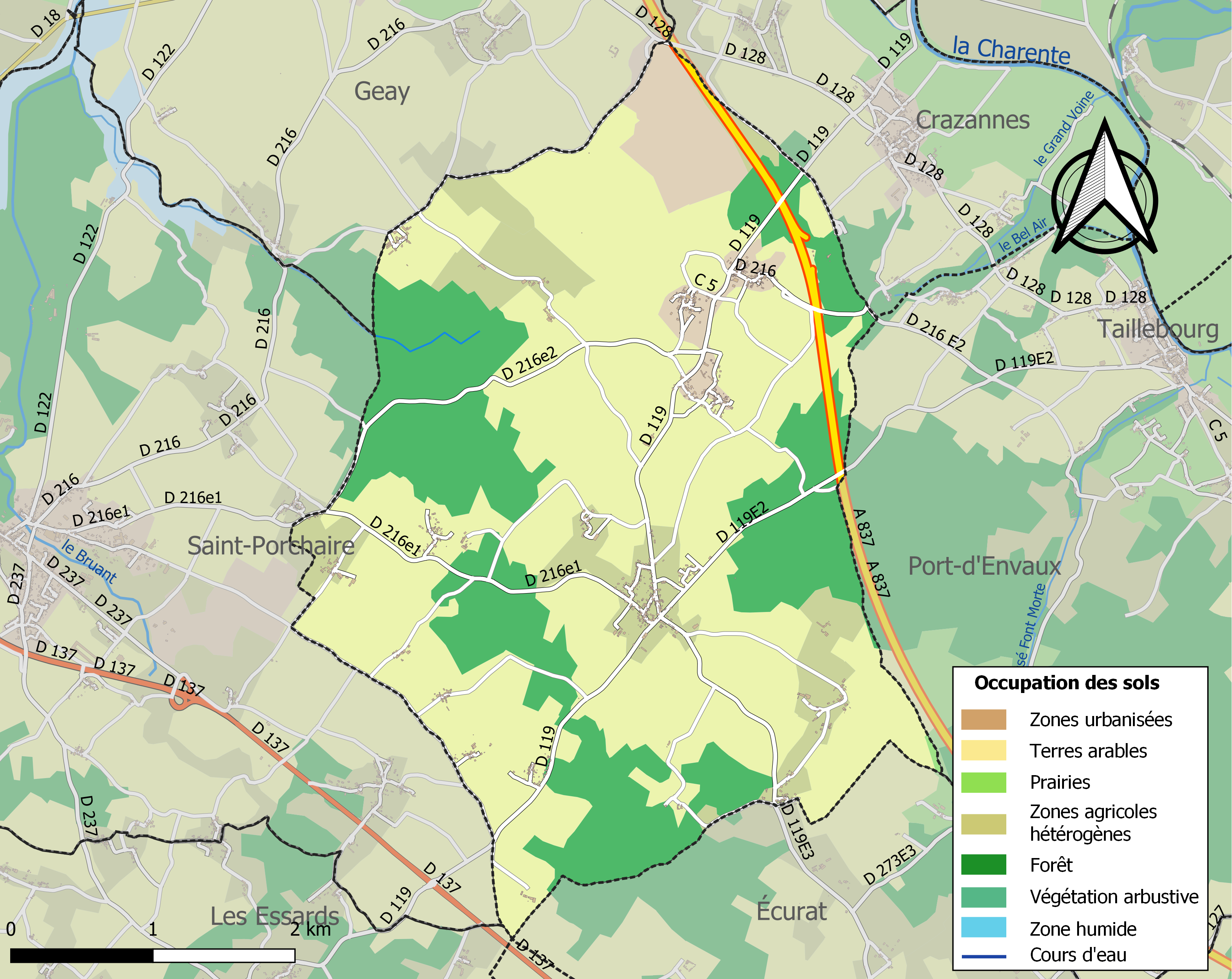
Carte des infrastructures et de l'occupation des sols de la commune en 2018 (CLC).

### Risques majeurs
Le territoire de la commune de Plassay est vulnérable à différents aléas naturels : météorologiques (tempête, orage, neige, grand froid, canicule ou sécheresse), inondations, mouvements de terrains et séisme (sismicité modérée). Il est également exposé à un risque technologique,  le transport de matières dangereuses. Un site publié par le BRGM permet d'évaluer simplement et rapidement les risques d'un bien localisé soit par son adresse soit par le numéro de sa parcelle.

#### Risques naturels
Certaines parties du territoire communal sont susceptibles d’être affectées par le risque d’inondation par débordement de cours d'eau. La commune a été reconnue en état de catastrophe naturelle au titre des dommages causés par les inondations et coulées de boue survenues en 1982, 1999 et 2010,.

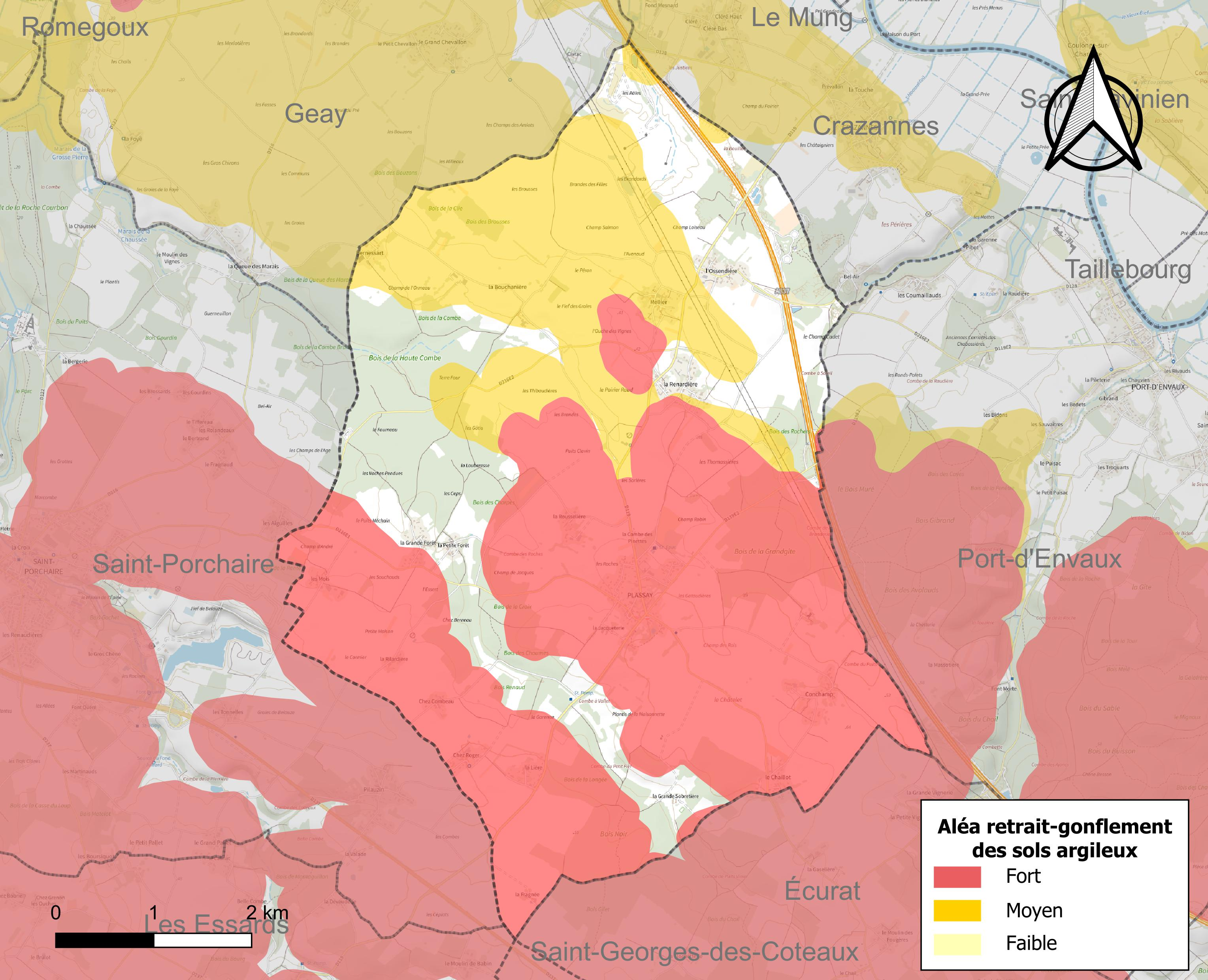
Carte des zones d'aléa retrait-gonflement des sols argileux de Plassay.

Les mouvements de terrains susceptibles de se produire sur la commune sont des affaissements et effondrements liés aux cavités souterraines (hors mines) et des tassements différentiels. Par ailleurs, afin de mieux appréhender le risque d’affaissement de terrain, l'inventaire national des cavités souterraines permet de localiser celles situées sur la commune.
Le retrait-gonflement des sols argileux est susceptible d'engendrer des dommages importants aux bâtiments en cas d’alternance de périodes de sécheresse et de pluie. 72,9 % de la superficie communale est en aléa moyen ou fort (54,2 % au niveau départemental et 48,5 % au niveau national). Sur les 352 bâtiments dénombrés sur la commune en 2019,  258 sont en aléa moyen ou fort, soit 73 %, à comparer aux 57 % au niveau départemental et 54 % au niveau national. Une cartographie de l'exposition du territoire national au retrait gonflement des sols argileux est disponible sur le site du BRGM,.
Par ailleurs, afin de mieux appréhender le risque d’affaissement de terrain, l'inventaire national des cavités souterraines permet de localiser celles situées sur la commune.
Concernant les mouvements de terrains, la commune a été reconnue en état de catastrophe naturelle au titre des dommages causés par la sécheresse en 2003, 2005 et 2011 et par des mouvements de terrain en 1999 et 2010.

#### Risques technologiques
Le risque de transport de matières dangereuses sur la commune est lié à sa traversée par une ou des infrastructures routières ou ferroviaires importantes ou la présence d'une canalisation de transport d'hydrocarbures. Un accident se produisant sur de telles infrastructures est susceptible d’avoir des effets graves sur les biens, les personnes ou l'environnement, selon la nature du matériau transporté. Des dispositions d’urbanisme peuvent être préconisées en conséquence.

## Histoire
Plassay a servi, en 1241, de cantonnement aux troupes de Henri III, roi d’Angleterre et duc d'Aquitaine, alors en guerre avec le roi de France Louis IX.

## Politique et administration

### Liste des maires
| Période                                  | Période  | Identité          | Étiquette | Qualité                 |
| ---------------------------------------- | -------- | ----------------- | --------- | ----------------------- |
| 1801                                     | 1843     | Saturnin Charrier |           |                         |
| 1843                                     | 1876     | Jean Charrier     |           |                         |
| 1876                                     | 1925     | Gaston Charrier   |           | négociant en eau de vie |
| 2001                                     | 2008     | Jean Leplomb      |           |                         |
| 2008                                     | 2010     | Alban Dubois      |           |                         |
| 2010                                     | en cours | Patrice Bachereau |           | Agent technique         |
| Les données manquantes sont à compléter. |          |                   |           |                         |

### Région
À la suite de la réforme administrative de 2014 ramenant le nombre de régions de France métropolitaine de 22 à 13, la commune appartient depuis le 1er janvier 2016 à la région Nouvelle-Aquitaine, dont la capitale est Bordeaux. De 1972 au 31 décembre 2015, elle a appartenu à la région Poitou-Charentes, dont le chef-lieu était Poitiers.

## Démographie

### Évolution démographique
L'évolution du nombre d'habitants est connue à travers les recensements de la population effectués dans la commune depuis 1793. Pour les communes de moins de 10 000 habitants, une enquête de recensement portant sur toute la population est réalisée tous les cinq ans, les populations de référence des années intermédiaires étant quant à elles estimées par interpolation ou extrapolation. Pour la commune, le premier recensement exhaustif entrant dans le cadre du nouveau dispositif a été réalisé en 2006.

En 2022, la commune comptait 817 habitants, en évolution de +14,11 % par rapport à 2016 (Charente-Maritime : +4,04 %, France hors Mayotte : +2,11 %).
| 1793 | 1800 | 1806 | 1821 | 1831 | 1836 | 1841 | 1846 | 1851 |
| ---- | ---- | ---- | ---- | ---- | ---- | ---- | ---- | ---- |
| 817  | 672  | 661  | 723  | 771  | 774  | 803  | 817  | 808  |

| 1856 | 1861 | 1866 | 1872 | 1876 | 1881 | 1886 | 1891 | 1896 |
| ---- | ---- | ---- | ---- | ---- | ---- | ---- | ---- | ---- |
| 810  | 807  | 814  | 720  | 730  | 752  | 739  | 717  | 711  |

| 1901 | 1906 | 1911 | 1921 | 1926 | 1931 | 1936 | 1946 | 1954 |
| ---- | ---- | ---- | ---- | ---- | ---- | ---- | ---- | ---- |
| 754  | 759  | 657  | 606  | 566  | 508  | 513  | 482  | 471  |

| 1962 | 1968 | 1975 | 1982 | 1990 | 1999 | 2006 | 2011 | 2016 |
| ---- | ---- | ---- | ---- | ---- | ---- | ---- | ---- | ---- |
| 443  | 424  | 379  | 433  | 433  | 486  | 631  | 700  | 716  |

| 2021 | 2022 | - | - | - | - | - | - | - |
| ---- | ---- | - | - | - | - | - | - | - |
| 788  | 817  | - | - | - | - | - | - | - |

## Culture locale et patrimoine

### Lieux et monuments
- Église construite aux XIIe et XVe siècles, dédiée à saint Blaise.
- Pôle-nature de la Pierre de Crazannes, à cheval sur les communes de Crazannes et de Plassay.
- Le Vieux Chêne, un chêne pédonculé multicentenaire, haut de 24 mètres, et large de 8,64 mètres de circonférence au tronc[22]. Le 16 mai 2022, son tronc s'est fendu et est tombé au sol[23].
- Le logis de l'Epine
- Le logis de la Devaudrie

### Héraldique
| Blason de Plassay | Blason  | Parti : au 1er d'azur au pic d'argent, au 2e de gueules au chêne d'or, le tout sommé d'un chef d'or au loup passant de sable, langué de gueules. |
| Blason de Plassay | Détails | Le statut officiel du blason reste à déterminer.                                                                                                 |